# Акаба
Акаба (арап. ‏العقبة‎ al-ʿAqaba, терет) је град и лука у Јордану на североисточној обали Црвеног мора. Године 2009. у граду је живело 103.100 људи.
Акаба је највећи град на обали истоименог залива и уједно једина морска лука Јордана. Главни је град Гувернатората Акаба.
Град је једна од главних туристичких атракција земље и има статус специјалне економске зоне. Познат је по топлом мору и богатом морском живом свету. Температура током зиме не опада испод 22 °C. Дужина обале Акабе је 27 km.
У Акаби постоји огроман јарбол висок 136 m на коме се вије застава Арапске побуне димензија 30 са 60 m. Застава се може добро видети из суседних држава, Ејлата у Израелу и Табе у Египту. 
Прво насеље на овом месту је настало пре око 6000 година. У античко доба је носио име Елат, а у Римско Аелана или Аила (Aelana, Aila). Касније је град био станица ходочасника на путу за Меку.
Године 2008. откривена је рана хришћанска црква датирана на крај 3. века, која се данас сматра једном од најстаријих хришћанских храмова на свету. Акаба је била у то време значајан хришћански центар. Познато је да је епископ Аиле (Акабе) био присутан на Никејском Сабору 325. године. Црква је била димензија око 26x16 м и била је изграђена већим делом од непечене цигле, док су јој темељи од камена. У цркви је пронађено неколико стотина кованица (новчића), од којих су најпознији датирани на период између 337. и 363. године. Црква је страдала за време земљотреса који се догодио 19. маја 363. године, а који је тешко оштетио и друга места у тој области.
Саудијска Арабија је ово место уступила британском протекторату Трансјорданији 1925. Град је доживео нагли развој 1980-их јер је био на крају нафтовода који је допремао нафту из Ирака. Од оснивања специјалне економске зоне 2001. у град је уложено преко 20 милијарди долара.

## Становништво
| Година       | 2015   |
| ------------ | ------ |
| Становништво | 148398 |

## Партнерски градови
- Санкт Петербург
- Варна
- Алкамо